# Liste der Bodendenkmäler in Altusried
Auf dieser Seite sind die Bodendenkmäler in dem schwäbischen Markt Altusried zusammengestellt. Diese Tabelle ist eine Teilliste der Liste der Bodendenkmäler in Bayern. Grundlage ist die Bayerische Denkmalliste, die auf Basis des Bayerischen Denkmalschutzgesetzes vom 1. Oktober 1973 erstmals erstellt wurde und seither durch das Bayerische Landesamt für Denkmalpflege geführt wird. Die folgenden Angaben ersetzen nicht die rechtsverbindliche Auskunft der Denkmalschutzbehörde.

## Bodendenkmäler in Altusried

### Bodendenkmäler in der Gemarkung Altusried
| Lage                                                                                           | Objekt | Akten-Nr.     | Bild                                                                      |
| ---------------------------------------------------------------------------------------------- | --- | ------------- | ------------------------------------------------------------------------- |
| Kalden (Standort)                                                                              | Burg Alt- und Neukalden→Burgstall des Mittelalters und Burg der frühen Neuzeit. | D-7-8127-0027 | weitere Bilder                                                            |
| Buch an der Iller (Standort)                                                                   | Burgstall Kapf→Burgstall des Mittelalters. | D-7-8127-0028 | weitere Bilder                                                            |
| Biberschwang (Standort)                                                                        | Burgstall Biberschwang→Burgstall des Mittelalters. | D-7-8127-0029 | weitere Bilder                                                            |
| Ottenstall (Standort)                                                                          | Burgstall Ottenstall→Burgstall des Mittelalters. | D-7-8127-0094 |                                                                           |
| Altusried Kirchstraße (Standort)                                                               | Mittelalterliche und frühneuzeitliche Befunde im Bereich der katholischen Pfarrkirche St. Blasius und Alexander in Altusried.                                                                      | D-7-8127-0096 | weitere Bilder                                                            |
| Ottenstall (Standort)                                                                          | Mittelalterliche und frühneuzeitliche Befunde im Bereich der abgebrochenen Filialkirche St. Maria Magdalena in Ottenstall.                                                                         | D-7-8127-0099 | Gedenktafel am Standort der abgetragenen Filialkirche St. Maria Magdalena |
| Radsperre (Standort)                                                                           | Burgstall Radsperre→Burgstall des Mittelalters. | D-7-8227-0001 |                                                                           |
| Schwarzenbach, bei Hausnummer 4 Gemeindegrenze zwischen Altusried und Dietmannsried (Standort) | Burgstall Dietmannsried→Burgstall des Mittelalters. (Ein schmaler Streifen der Burgstalls befindet sich auf Altusrieder Gemarkung. Die Hauptfläche des Bodendenkmals liegt im Markt Dietmannsried) | D-7-8127-0103 |                                                                           |

### Bodendenkmäler in der GemarkungHohentanner Wald
| Lage                                               | Objekt                                                          | Akten-Nr.     | Bild |
| -------------------------------------------------- | --------------------------------------------------------------- | ------------- | ---- |
| auf dem 952 m hohen „Walkenberg“ (Berg) (Standort) | Schanzenrest Walkenberg→Rechteckige Schanze der frühen Neuzeit. | D-7-8226-0002 |      |

### Bodendenkmäler in der GemarkungFrauenzell
| Lage                                                                           | Objekt | Akten-Nr.     | Bild           |
| ------------------------------------------------------------------------------ | --- | ------------- | -------------- |
| Südöstlich von Walkenberg (Ort) auf einem Sporn über dem Eschachtal (Standort) | Wallburg Walkenberg→Abschnittsbefestigung vor- und frühgeschichtlicher Zeitstellung.                                     | D-7-8226-0003 |                |
| Frauenzell (Standort)                                                          | Mittelalterliche und frühneuzeitliche Befunde im Bereich der katholischen Pfarrkirche Unserer lieben Frau in Frauenzell. | D-7-8226-0009 | weitere Bilder |

### Bodendenkmäler in der GemarkungKimratshofen
| Lage                              | Objekt | Akten-Nr.     | Bild           |
| --------------------------------- | --- | ------------- | -------------- |
| Oberhofen Am Kirchberg (Standort) | Mittelalterliche und frühneuzeitliche Befunde im Bereich der katholischen Pfarrkirche St. Agatha in Kimratshofen. | D-7-8226-0007 | weitere Bilder |

### Bodendenkmäler in der GemarkungKrugzell
| Lage                                                          | Objekt | Akten-Nr.     | Bild           |
| ------------------------------------------------------------- | --- | ------------- | -------------- |
| Burg Gemeindegrenze zwischen Altusried und Kempten (Standort) | Burgstall Burg (Altusried)→Burgstall des Mittelalters.                                                         | D-7-8227-0002 |                |
| Krugzell (Standort)                                           | Mittelalterliche und frühneuzeitliche Befunde im Bereich der katholischen Pfarrkirche St. Michael in Krugzell. | D-7-8227-2008 | weitere Bilder |

### Bodendenkmäler in der GemarkungMuthmannshofen
| Lage                                        | Objekt | Akten-Nr.     | Bild           |
| ------------------------------------------- | --- | ------------- | -------------- |
| Hohentann (Standort)                        | Burg Hohentann→Burgstall des Mittelalters.                                                                             | D-7-8226-0001 | weitere Bilder |
| Muthmannshofen Alte Burgstraße 2 (Standort) | Mittelalterliche und frühneuzeitliche Befunde im Bereich der katholischen Pfarrkirche St. Mauritius in Muthmannshofen. | D-7-8226-0011 | weitere Bilder |